# Stadio dipartimentale Yves du Manoir
Lo stadio dipartimentale Yves du Manoir (in francese Stade départemental Yves-du-Manoir) è un impianto sportivo multifunzione francese che si trova a Colombes, nell'Hauts-de-Seine, comune a circa 10 km di distanza da Parigi.
Nato come ippodromo, fu trasformato nel 1907 in impianto per sport di squadra (rugby e calcio) e atletica.
Ospitò le Olimpiadi parigine del 1924 e la finale del Campionato mondiale di calcio 1938, per poi diventare sede degli incontri interni della squadra di rugby del Racing 92 fino al 2017 quando il club si trasferì al Paris La Défense Arena.
Fu anche, fino alla ricostruzione del Parco dei Principi avvenuta nel 1972, la sede delle gare interne della nazionale francese di rugby.
L'impianto ha cambiato diverse volte nome, e dal 1928 è intitolato a Yves du Manoir, anche se ha perso nel 2002 la qualifica di olimpico per assumere quella di dipartimentale, essendo di proprietà del consiglio dell'Hauts-de-Seine; indipendentemente da ciò, è noto anche con il nome familiare di Stadio di Colombes.

## Storia
Sull'area dove sorge l'attuale impianto esisteva fin dal 1883 un ippodromo, di proprietà della Société des Courses de Colombes. Nel 1907 l'ippodromo venne acquisito dal quotidiano parigino Le Matin, trasformato in uno stadio per accogliere competizioni di atletica, rugby e calcio, e ribattezzato «Stade du Matin».
Nel 1920 lo stadio viene affittato dal RC France e scelto come impianto olimpico principale per i Giochi della VIII Olimpiade, preferito allo stadio del Parco dei Principi. La posizione meno felice rispetto al centro cittadino, al Bois de Vincennes o al parco dei Principi penalizzerà sempre l'impianto. Tanto che nel 1932 lo stesso Racing Club si trasferirà al Parco dei Principi.
In ogni caso lo stadio verrà ampliato a 60.000 posti per le Olimpiadi (esisteva un progetto iniziale per portarlo a 100.000). La progettazione fu affidata all'architetto Louis Faure-Dujarric, capitano tra l'altro della squadra di rugby del Racing. Nel 1928 lo stadio sarà dedicato alla memoria di un altro giocatore di rugby, Yves du Manoir, scomparso in un incidente aereo.
Lo stadio di Colombes ospitò un numero notevole di avvenimenti come la finale del Campionato mondiale di calcio 1938 tra Italia ed Ungheria e numerose finali di Coppa e Campionato sia di calcio che di rugby, oltre alle maggior parte delle partite casalinghe della nazionale francese dal 1911 al 1971.
Negli anni '80 lo stadio venne dichiarato vetusto, con i tre quarti delle tribune vietate al pubblico dal 1990. Oggigiorno è accessibile la sola tribuna principale da 7.000 posti. Attualmente l'impianto è usato dalla sezione calcio del Racing Club.
Ospitò la partita del celebre film di John Huston Fuga per la vittoria, anche se le scene furono girate in Ungheria. Ospitò inoltre la fase finale del film Momenti di gloria (Chariots of fire), ovvero la rappresentazione della gara olimpica dei 400 metri alle Olimpiadi del 1924.
Dal 1º gennaio 2003, il Consiglio Generale dell'Hauts-de-Seine è il nuovo proprietario del terreno su cui sorge lo stadio. Il progetto prevede di realizzare un parco dello sport con uno stadio da 20.000 posti, oltre un centro commerciale e uno stadio più piccolo di 1.500 posti.
Dal 27 luglio al 9 agosto 2024 l'impianto ha ospitato il torneo maschile e quello femminile di hockey su prato dei Giochi della XXXIII Olimpiade.

## Incontri internazionali
| Data                           | Incontro              | Risultato | Note              |
| ------------------------------ | --------------------- | --------- | ----------------- |
| Rugby a 15 alla VIII Olimpiade |                       |           |                   |
| 4 maggio 1924                  | Francia - Romania     | 61 – 3    | 13.654 spettatori |
| 11 maggio 1924                 | Romania - Stati Uniti | 0 – 37    | 6.225 spettatori  |
| 18 maggio 1924                 | Francia - Stati Uniti | 3 – 17    | 21.389 spettatori |

| Data                               | Incontro          | Risultato | Note                                |
| ---------------------------------- | ----------------- | --------- | ----------------------------------- |
| Campionato mondiale di calcio 1938 |                   |           |                                     |
| 5 giugno 1938                      | Francia - Belgio  | 3-1       | Ottavi di finale, 30.000 spettatori |
| 12 giugno 1938                     | Francia - Italia  | 1-3       | Quarti di finale, 59.000 spettatori |
| 19 giugno 1938                     | Italia - Ungheria | 4-2       | Finale, 45.000 spettatori           |